# Валеран I (герцог Лімбурга)
Валеран (Вальрам) I Поганин (нім. Walram der Heide; бл. 1085 — 6 вересня 1139) — 2-й герцог Лімбурга (як Валеран I) в 1119—1139 роках, граф Арлона (як Валеран III) в 1119—1139 роках, герцог Нижньої Лотарингії в 1128—1139 роках (як Валеран I). Часто рахують як Валеран II, ведучи відлік від першого графа Лімбурга-Арлона.

## Життєпис
Походив з лімбурзького дому, гілки роду Регінаридів. Більшістю дослідників вважається сином Генріха I, графа Лімбурга, від шлюбу з Адельгейдою фон Поттенштайн. Втім висувається версія, що він був сином від першого (гіпотетичного) шлюбу з донькою Валерана I, графа Лімбурга і Арлона.
Народився близько 1085 року. Отримав прізвисько «Поганин» через його пізнє хрещення. Разом з батьком брав участь у походах на боці імператора Генріха IV. Останній за це надав Генріху I титул герцога Нижньої Лотарингії.
У 1106 році новий імператор Генріх V позбавив Генріха I його титулів і передав їх Готфріду V, графу Лувену. Допомагав батькові, що втік з ув'язнення в боротьбі з останнім, проте марно. Втім вдалося перетворити Лімбург на герцогство.
Між 1107 та 1110 роками оженився на представниці роду Вассенберг. У 1119 році після смерті батька стає герцогом Лімбурга і графом Арлона.
У 1125 році після смерті Генріха V підтримав кандидата на трон Лотаря, герцога Саксонії. На дяку той передав Валерану I герцогство Нижня Лотарингія, відібравши його в Готфріда V, оскільки той був союзникам іншого претендента — Конрада Гогенштауфена. Почалася війна з Готфрідом Лувенським. У 1129 році Валеран I та його союзник Олександр I, єпископ Льєжа, перемогли Готфріда в битві біля Вільдеру. У тому ж році герцог Лімбургу отримав від імператора Дуйсбург.
Після смерті Лотаря II в 1137 році новий король Конрад III Гогенштауфен, союзник Готфріда Лувенського, передав титул герцога Нижньої Лотарингії синові останнього — Готфріду II. Боровся з останнім до самої смерті у 1139 році.
Йому спадкував старший син Генріх. Інші володіння Валерана були поділені між його молодшими синами.

## Родина
Дружина — Ютта, донька Герхарда III фон Вассенберга, графа Гельдерна
Діти:
- Генріх (д/н—1167), 3-й герцог Лімбурга
- Герхард (д/н — після 1166), сеньйор Вассенбергу
- Беатриса (д/н — після 1148), дружина графа Рупрехта I фон Нассау
- Валеран (д/н —1145/1147), граф Арлона
- Аделаїда (д/н — до 1146), дружина графа Екберта фон Текленбурга